# Swingleton Green
Swingleton Green ist ein Weiler in der Gemeinde Monks Eleigh, im District Babergh in der Grafschaft Suffolk, England. Es verfügt über 2 denkmalgeschützte Gebäude: Barn and Outbuildings Approximately 50 Feet to the West of the Fenn, und The Fenn,